# 白人
白人（英語：White people），或称白色人种，指狹義的高加索人種，是以人类肤色命名的人种名称，一般指擁有淡色皮膚的種族或群體；或是一類擁有淡色皮膚，尤其是源自歐洲的人類群體。

## 社会观念
欧洲人在18世纪前后了解到他们和印度的雅利安人存在比较近的关系，因而产生了印欧人一词。一般认为，印欧人、闪米特人都来自于高加索，都是白种人。事實上因為文化和歷史的關係，闪米特人、高加索人、突厥人、烏拉爾人等都不是真正的白人，而被該意識型態認為只是亞歐混血，即使他們可能皮膚較西歐的白人更白，但對於僅以血緣定義多被視為白人。
一個人是不是白人在大多數白人所在地都是一个很主观的问题。例如南非比勒陀利亚高等法院于2008年裁定南非华人属于有色人种而并非“荣誉白人”，但南非黑人贸工联合会等黑人经济组织却拒绝承认华人不是白人，并要求南非政府就此项裁决向最高法院提出上诉，以便於將華人列入白人的地位。

## 淡膚色的遺傳學
人類的膚色是一種數量性狀（quantitative trait），也就是由許多基因共同決定的遺傳性狀，以外表來看，是由深色逐漸到淺色的連續性差異。許多關於膚色的基因仍未明瞭，目前了解較多的基因有兩個，分別是MC1R以及SLC24A5。其中SLC24A5基因依據估計，是起源於大約6000到12000年前的歐洲地區。顯示至少有一個淡色基因是在相對晚近的年代起源於歐洲。非歐混血者若是擁有兩個源自歐洲的SLC24A5等位基因，那麼將會明顯比沒有此等位基因的非歐混血者更白。根據觀察，SLC24A5基因座解釋了大約25%到38%的非歐混血者在皮膚黑色素含量上的差異。